# Weyerbusch
Weyerbusch é um município localizada no distrito de Altenkirchen, na associação municipal de Verbandsgemeinde Altenkirchen, no estado da Renânia-Palatinado.

## População
| - 1815 – 241 - 1835 – 341 - 1871 – 420 - 1905 – 482 - 1939 – 504 | - 1950 – 613 - 1961 – 907 - 1970 – 1.078 - 1987 – 1.138 - 2005 – 1.450 |